# PureGym
PureGym er en britisk kæde af fitnesscentre med hovedsæde i Leeds. Kæden er Storbritanniens største med over 1.500.000 registrerede medlemmer (kunder). PureGym driver tillige fitnesscentre i otte andre lande i mere end 500 centre.
PureGym indgik i 2019 aftale om køb af den danske fitness-kæde Fitness World, som blev overtaget, hvorefter den danske kæde skiftede navn, og nu drives under navnet PureGym.